# Rodeberg (België)

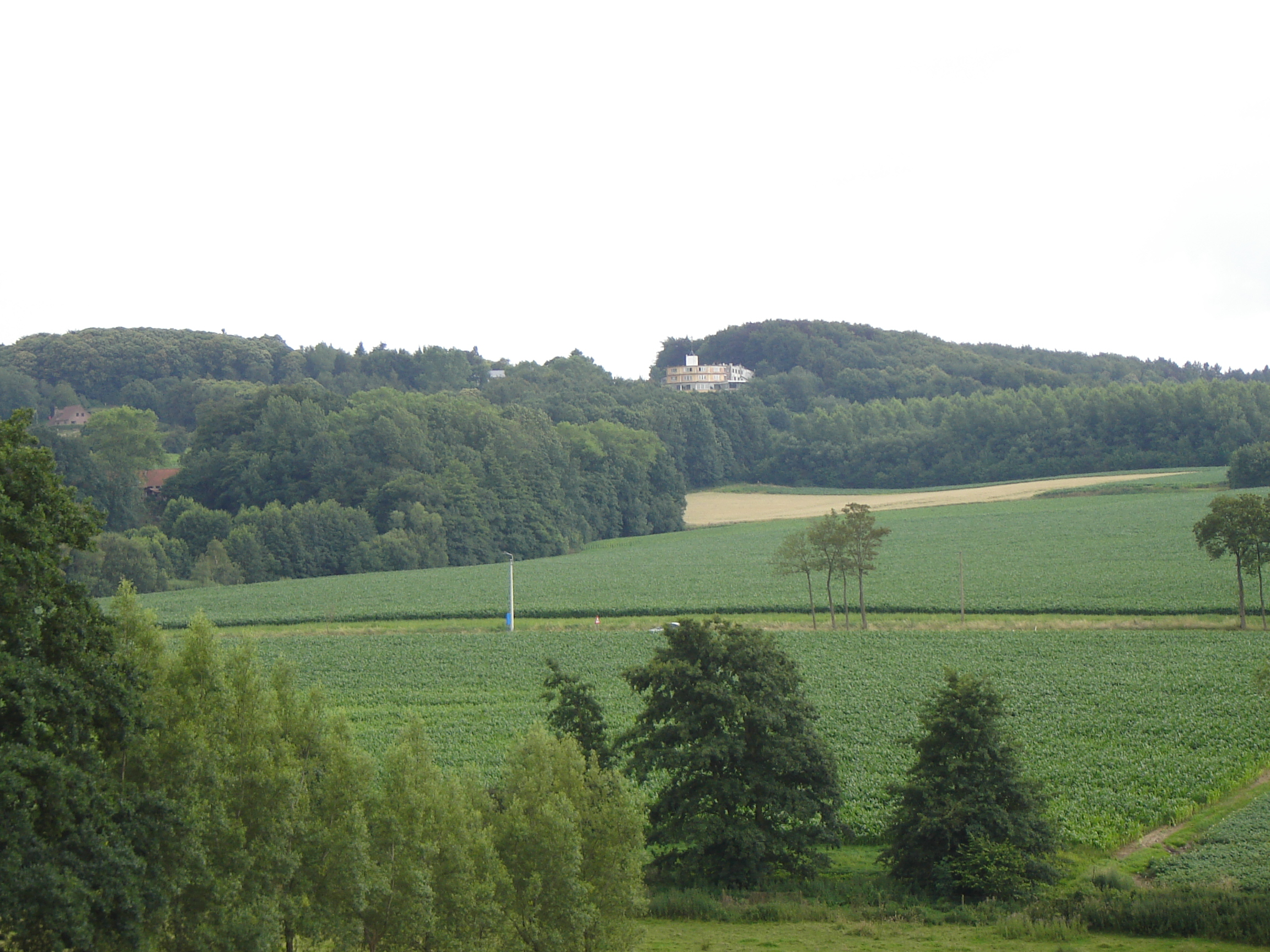

De Rodeberg is een getuigenheuvel in het Belgische dorpje Westouter. Het is een van de heuvels in de gemeente Heuvelland en het West-Vlaams Heuvelland. De Rodeberg is 138 meter hoog. Op de noordelijke en westelijke flank bevindt zich het Hellegatbos, een bosgebied dat als natuur- en wandelgebied dienstdoet. De naam van het bos verwijst naar een diep ravijn onderaan de Rodeberg, het "gat in de helle" waarbij "helle" in de streektaal staat voor heuvel.

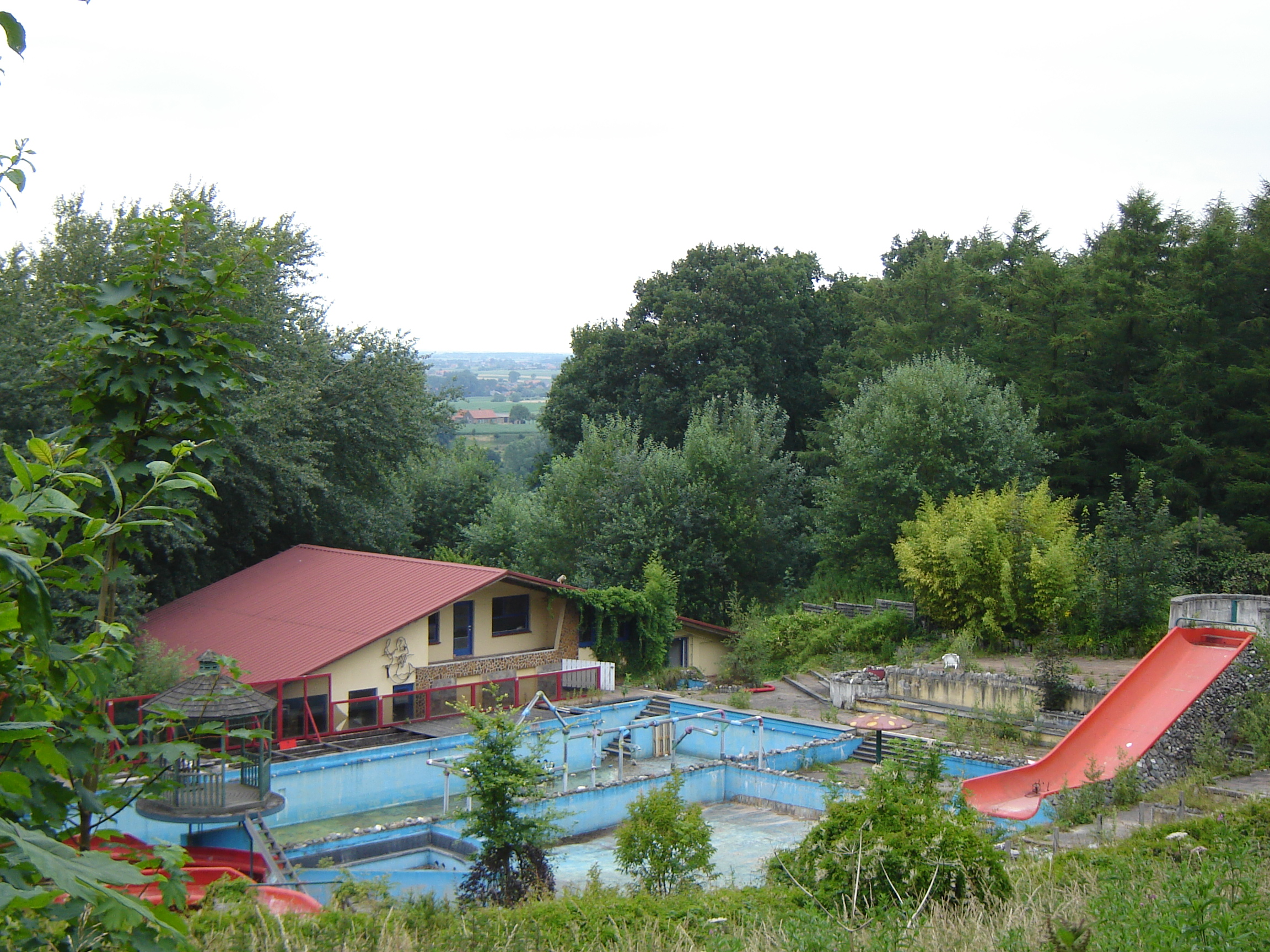
Verlaten recreatiedomein Kosmos

In dit gebied lag het recreatiecentrum Kosmos. Tot de jaren tachtig was dit een van de grote recreatiecentra van de provincie, zowel voor gezinnen als voor kampen en schooluitstappen. Vooral het openluchtzwembad was erg gekend. Geleidelijk raakte het centrum echter wat in verval en in 2002 werd de vergunning van het zwembad ingetrokken.
In de bosrijke omgeving boven op de Rodeberg staat de Lijstermolen, die samen met die omgeving beschermd is. Vlak daarbij vertrekt de stoeltjeslift Cordoba, de enige kabelbaan in de provincie. De kabelbaan verbindt de Rodeberg met de Vidaigneberg. Bij helder weer is in noordwestelijke richting de kust zichtbaar.
De naam is afkomstig van het woord "roden" dat in de streektaal rooien of ontbossen betekent en verwijst naar de eerste ontbossingen op de berg in de 10e en 11e eeuw. Rond 1900 woonden op de berg de zogenaamde "kortwoonsten", dit waren families in kleine karige huisjes. De mannen verdienden geld bij Franse boeren, de vrouwen met de verkoop van door hen gebreide motieven. Tot het begin van de 19e eeuw was de berg vrijwel geheel met heide bedekt, geleidelijk werden percelen met naald- en loofbomen beplant. Gedurende de Eerste Wereldoorlog werd de berg flink beschoten en bleef een kale vlakte over die weer opnieuw werd aangeplant.
Op de Rodeberg bevindt zich een Lourdesgrot van 1875, gebouwd in ijzerzandsteen.
De Rodeberg is een onderdeel van de zogenaamde centrale heuvelkam in het Heuvelland, deze bestaat daarnaast uit de Watenberg, Kasselberg, Wouwenberg, Katsberg, Boeschepeberg, Kokereelberg, Zwarteberg, Vidaigneberg, Baneberg, Sulferberg, Goeberg, Scherpenberg, Monteberg, Kemmelberg en Letteberg. Ten zuiden van deze heuvelkam bevindt zich het stroomgebied van de Leie, ten noorden van deze heuvelkam het stroomgebied van de IJzer.

## Hellegat
Het Hellegat is een bosravijn, beheerd door het Agentschap voor Natuur en Bos, op de flank van de Rodeberg, waarin ook de Hellegatbeek ontspringt. Het gebied is rijk aan boomsoorten en biedt een bijzondere plantengroei, waaronder boshyacint, witte klaverzuring, daslook en reuzenpaardenstaart. Tot de dierenwereld behoren buizerd, wielewaal, fluiter, boomklever, bosuil, groene specht, grootoorvleermuis en baardvleermuis.
Vanaf de top van de Rodeberg kan men met traptreden 80 meter in het Hellegat afdalen, waar in een bosgebied van 8 ha ook diverse wandelpanden aanwezig zijn. Nabij het Hellegat bevindt zich de Speelberg De Kosmos, een speelterrein voor kinderen. Dit werd in 2014 aangelegd.

## Wielrennen
De Rodeberg wordt regelmatig beklommen in de wielerklassieker Gent-Wevelgem. In sommige edities wordt de oostzijde beklommen, in andere de westzijde. De laatste jaren wordt de Rodeberg-West deels beklommen, na de klim van de Vidaigneberg. Daarna volgt de afdaling van de Rodeberg-Oost. In 2010 werd de complete westzijde beklommen na de afdaling van de Vidaigneberg.
De helling wordt ook opgenomen in de Driedaagse van De Panne-Koksijde, de Driedaagse van West-Vlaanderen, de Eurométropole Tour en de Great War Remembrance Race.
De Rodeberg-West noemt men ook wel Schomminkelberg. Deze zijde zit naast de wedstrijd Gent-Wevelgem ook in de recreatieve fietsroute LF Heuvelroute en de rode lus van de recreatieve wielerroute Gent-Wevelgemroute.
Op 20 augustus 1950 werd in Moorslede het wereldkampioenschap wielrennen gehouden. In het parkoers van dit wereldkampioenschap werd de Rodeberg opgenomen in de lange omloop van 84 kilometer welke tweemaal werd afgelegd. Briek Schotte werd uiteindelijk wereldkampioen.

## In populaire cultuur
- In de Vlaamse hoorspelreeks Het Koekoeksnest (1990-1997) stond het fictieve restaurant "Het Koekoeksnest" zogezegd boven op de Rodeberg.